# Buzz!
Buzz! ist eine Quizspieleserie für Sonys PlayStation 2 und PlayStation 3, welche nur mit speziellen Eingabegeräten, den sogenannten „Buzzern“, gespielt werden kann.
Als erstes Spiel erschien 2005 Buzz! Das Musik Quiz zusammen mit den Buzzern. Dieses Spiel setzt auf das aus dem Fernsehen bekannte Konzept des Fragen-Beantwortens und zielt dabei auf die Schnelligkeit der konkurrierenden Mitspieler, die sich mit möglichst vielen richtig beantworteten Fragen zum Sieger krönen wollen.
Neben den klassischen Quizspielen, welche vornehmlich vom immer lächelnden Showmaster BUZZ moderiert werden, gibt es mittlerweile auch weitere Spielkonzepte. Die in der Buzz!-Junior-Serie herausgebrachten Spiele zielen auf Kinder und Jugendliche als Zielgruppe ab, erfreuen sich aber vor allem als Party-Spiele auch beim älteren Publikum einer großen Beliebtheit.
Als erstes nicht von BUZZ moderiertes „Buzzer“-taugliches Quiz ist das Spiel Wer wird Millionär – Party Edition erschienen, welches das gleichnamige Fernsehquiz nachbildet.
Im Jahr 2008 erschien – ausschließlich im Vereinigten Königreich – BUZZ! The Schools Quiz. Es wird vorzugsweise in den britischen Schulen als Lernmittel eingesetzt, kann aber auch für den privaten Gebrauch erworben werden. Es ist für Kinder im Alter zwischen 7 und 11 Jahren geeignet.

## Buzz!-Spiele

### Buzz! – Quiz

#### PlayStation-2-Spiele
- 2005: Das Musik-Quiz
- 2006: Das große Quiz
- 2006: Das Sport-Quiz
- 2007: Das Mega Quiz
- 2007: Das Film-Quiz
- 2008: The Schools Quiz [nur in UK]
- 2008: Das Pop-Quiz
- 2009: Deutschlands Superquiz

#### PlayStation-3-Spiele
- 2008: Quiz TV
- 2008: Quiz TV: Special Edition
- 2009: Deutschlands Superquiz
- 2009: Quiz World
- 2009: Quiz World: Special Edition
- 2010: Das ultimative Musik-Quiz

#### PlayStation-Portable-Spiele
- 2008: Master Quiz
- 2008: Logik-Quiz
- 2009: Deutschlands Superquiz
- 2009: Quiz World
- 2010: Das ultimative Musik-Quiz

### Buzz! Junior
- 2006: Jungle Party
- 2007: RoboJam
- 2007: Monsterspaß
- 2008: Dinomania
- 2008: Das verrückte Rennen

### Andere „Buzzer“-kompatible Spiele
- 2007: Wer wird Millionär – Party Edition – PlayStation 2
- 2009: Disney Think – Das Schnelldenker Quiz – PlayStation 2
- 2009: Scene it? – Ganz großes Kino! – PlayStation 3

## Buzz!-Controller

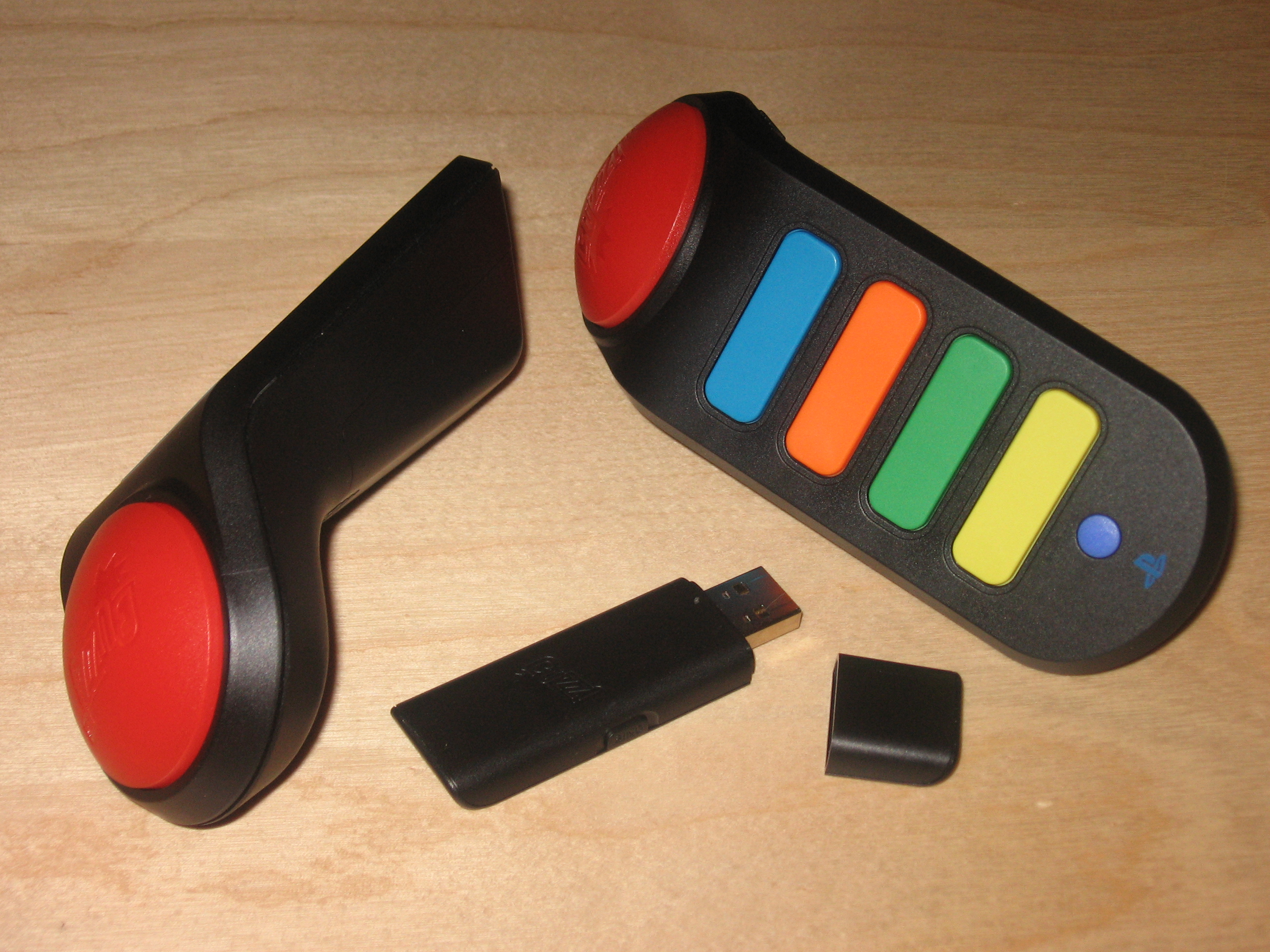
Drahtloser Buzzer

Die „Buzzer“ genannten Eingabegeräte werden per USB an die Spielkonsole angeschlossen und erlauben das gleichzeitige Spielen von bis zu acht Personen. Bei der neuesten Version der Buzzer erfolgt die Kommunikation drahtlos zum USB-Stecker. Pro Eingabegerät stehen vier verschiedenfarbige Tasten (blau, orange, grün, gelb) und eine hervorgehobene „Buzzer-Taste“ in rot zur Verfügung. Die Buzzer-Taste wird meist zum reaktionsschnellen Beantworten einer Frage benutzt und die vier farbigen Tasten zur Auswahl einer gewünschten Antwort.
Werden die Buzzer an einen PC angeschlossen, so erkennt Windows sie als Spielecontroller.